# Henry Moseley (Ingenieur)
Henry Moseley (* 9. Juli 1801 Newcastle-under-Lyme, Großbritannien; † 20. Januar 1872 Olveston bei Bristol, Großbritannien) war ein britischer Ingenieur, Astronom und anglikanischer Geistlicher.

## Leben
Henry Moseley wuchs in seiner Geburtsstadt auf und besuchte die Grundschule. Dort betrieben seine Eltern, Dr. William Willis Moseley und Margaret Moseley geb. Jackson, eine große Privatschule. Mit 15 oder 16 wechselte Henry auf eine Schule in Abbeville, besuchte für kurze Zeit eine Marineschule in Portsmouth, um 1819 am St John’s College (Cambridge) ein Studium aufzunehmen, das er 1826 mit dem Bachelor-Grad abschloss. 10 Jahre später erlangte Moseley von seiner Alma Mater den Master-Grad.
1827 trat Moseley seinen Dienst in der anglikanischen Kirche an. Nach seiner Ordination wirkte er als Hilfspfarrer in West Monkton bei Taunton und avancierte 1831 am King’s College London zum Professor of Natural and Experimental Philosophy and Astronomy, eine Stellung, die er bis 1844 bekleidete; im Februar 1839 wurde Moseley als Fellow in die Royal Society gewählt. In seiner Londoner Zeit entstanden Moseleys wichtigste Arbeiten zur Baustatik, unter denen seine Monografie aus dem Jahr 1843 herausragt, die in Deutschland von Hermann Scheffler 1845 und in den USA von Dennis Hart Mahan 1856 ediert und kommentiert wurde.
Als Erster machte Moseley seine britischen Landsleute mit den Arbeiten von Coulomb, Navier und Poncelet bekannt. Insbesondere popularisierte Moseley die Naviersche Theorie der Durchlaufträger, die er mit seinem Schüler William Pole (1814–1900) und anderen so erweiterte und popularisierte, dass sie beim Bau der Britannia- und Conway-Brücke zum Einsatz kommen konnte. Moseley unterschied als Erster den Begriff der Stützlinie (line of resistance) von dem der umgekehrten Seillinie (line of pressure) und verlieh damit der Gewölbetheorie einen Entwicklungsschub. Sein Prinzip des kleinsten Widerstandes (principle of least resistance) regte Scheffler und später James Henry Cotterill zu weiteren Grundlagenforschungen an. So ging Cotterill 1865 in seinem Aufsatz „On an extension of the dynamical principle of least action“ unmittelbar von Moseleys Prinzip aus und formulierte, Jahre vor Castigliano, die Energiemethode in der Baustatik. Auch publizierte Moseley 1850 einen bahnbrechenden Aufsatz zur dynamischen Stabilität von Schiffen und wurde 1860 Mitbegründer der Royal Institution of Naval Architects, für die er bis zu seinem Tode als Vizepräsident wirkte.
1851 wurde Moseley in die Jury zur Weltausstellung berufen. Trotz dieser wissenschaftlichen Erfolge setzt Moseley seine kirchliche Karriere an der Kathedrale von Bristol (1853) und in Olveston (1854) fort und wurde 1855 zum Kaplan des königlichen Hofes ernannt.
Moseleys Beiträge zur Baustatik beeinflussten die Theoriebildung in Großbritannien, den USA und Deutschland in der Mitte der Disziplinbildungsperiode der Baustatik (1825–1900). Moseley war seit 1848 korrespondierendes Mitglied der Académie des sciences (Institut de France).

## Werke
- On a new principle in statics, called the principle of least pressure. The London, Edinburgh and Dublin Philosophical Magazine, Ser. 3, 1833, Vol. 3, S. 285–288.
- On the theory of resistances in statics. The London, Edinburgh and Dublin Philosophical Magazine, Ser. 3, 1833, Vol. 3, S. 431–436.
- On the equilibrium of the arch. Cambridge Philosophical Transactions, 1835, Vol. 5, S. 293–313.
- On the theory of the equilibrium of a system of bodies in contact. Cambridge Philosophical Transactions, 1838, Vol. 6, S. 463–491.
- Lectures on Astronomy, London 1839, 4. Auflage 1854
- The mechanical principles of engineering and architecture. London: Longman 1843.
- Die mechanischen Principien der Ingenieurkunst und Architektur, 1. Teil. Übersetzung aus dem Englischen von Hermann Scheffler. Braunschweig: Verlag der Hofbuchhandlung von Eduard Leibrock 1845.
- The mechanical principles of engineering and architecture. Hrsg. D. H. Mahan. New York: Wiley 1856.
- Astro-Theology, 3. Auflage, London 1860